# SUSE Studio
SUSE Studio je online servis namijenjen lakoj izradi vlastitog operacijskog sustava temeljenog na Linuxu. Izrada se temelji na odabiru imena, odabiru softwarea koji će se predinstalirati na OS, postavljanju početnih postavki te dodavanju opisa i opcionalno EULA-e.
Korisnici mogu odabrati između openSUSE-a ili SUSE Linux Enterprisea kao osnove i nekoliko pretkonfiguriranih slika (KDE, GNOME, server ili jeOS).

## Formati slika i opcije pokretanja
SUSE Studio podržava sljedeće formate slika/opcije pokretanja:
- VMware / VMDK
- VirtualBox
- Live CD/DVD (ISO)
- Virtualni tvrdi disk
- Tvrdi disk / USB
- KVM
- OVF
- Xen
- Amazon EC2
- PXEBoot

## Registracija
Registracijom dobivate mogućnost izrade novih te preuzimanje već izrađenih operacijskih sustava. 
Registrirati se možete pomoću: 
- Facebooka
- Google računa
- openID-a
- Yahoo računa
- Twittera
- Novell računa

## Korištenje SUSE Studia
Prijavljivanjem, preusmjereni ste na Početnu stranicu SUSE Studia  Arhivirana inačica izvorne stranice od 21. prosinca 2013. (Wayback Machine) gdje možete vidjeti svoje izrađene (ili klonirane) operacijske sustave.  
U Galeriji  Arhivirana inačica izvorne stranice od 1. studenoga 2014. (Wayback Machine) možete pregledati popis najpopularnijih, novih i najbolje ocijenjenih operacijskih sustava. Možete vidjeti i odabir osoblja SUSE Studia.